# Chiesina Uzzanese
Chiesina Uzzanese è un comune italiano di 4 591 abitanti della provincia di Pistoia in Toscana.

## Geografia fisica
Il comune si estende presso il limite occidentale della Valdinievole, di cui è il comune più piccolo, a nord-ovest del Padule di Fucecchio e a nord delle colline delle Cerbaie, è lambito a nord dalla Pescia maggiore. Il comune è composto dal centro abitato principale e da tre frazioni: Chiesanuova, Molin Nuovo (entrambe nella parte nord del territorio comunale) e Capanna (collocato a sud dell'abitato principale).
- Classificazione sismica: zona 3 (sismicità bassa), Ordinanza PCM 3274 del 20/03/2003
- Classificazione climatica: zona D, 1695 GG
- Diffusività atmosferica: media, Ibimet CNR 2002

## Storia
La zona dove sorge il paese era nota nel Medioevo con il toponimo Debbia, ai margini del "lago di Valdinievole" (odierno Padule di Fucecchio). Qui si presuppone che già nel XIII secolo sorgesse uno xenodochio. Nel 1298 si riporta la dicitura Ponte Uzzanese per il ponte che attraversa il torrente Pescia a nord dell'attuale centro abitato. 
Nel 1514 nei pressi del Ponte Uzzanese, il nobiluomo Lucantonio Poschi chiese al comune di Pescia un pezzo di terra dove edificare una piccola chiesa, la "chiesina", dedicata a Santa Maria della Neve. Nel 1575 la chiesa fu eretta in parrocchia, distaccando porzioni di territorio dalle comunità di Uzzano, Montecarlo e dei Santi Stefano e Niccolao di Pescia. Nel 1626 fu eretto l'oratorio della Compagnia di Santa Maria della Neve, nel luogo dove secondo la tradizione sorgeva lo xenodochio.
Nel 1613 fu edificata la prima abitazione di Chiesina, nel centro del paese con l'incisione della data su una pietra della facciata della casa. Ma l’impulso definitivo per lo sviluppo del luogo si ebbe dal 1780, quando Pietro Leopoldo di Lorena, sovrano del Granducato di Toscana, fece bonificare la zona e quindi spostare il centro abitato in una zona più interna.
Dal punto di vista amministrativo, il nuovo nucleo abitato si divideva tra i comuni di Pescia (la zona ovest di Chiesina e la località Chiesanuova) e di Uzzano (la zona est di Chiesina, le località di Molin Nuovo e Capanna). Nel 1893, la zona di Chiesina che faceva parte del Comune di Pescia chiese e ottenne il passaggio al Comune di Uzzano, di cui divenne la frazione più importante e popolosa. Da lì, iniziarono i numerosi tentativi da parte di Chiesina di vedere trasferita la sede comunale di Uzzano in paese. Non riuscendo ad ottenere il riconoscimento di capoluogo, Chiesina cominciò allora a rivendicare l'autonomia comunale, che raggiunse il 23 gennaio 1963.
L'economia del paese si fondava anticamente sulla pesca praticata nella zona paludosa da cui è circondato.
Successivamente alla bonifica delle zone acquitrinose il paese si amplia fino a raggiungere una buona dimensione nel XIX secolo.
Nell'estate 1944 si costituì un comitato di Liberazione e, dopo il 3 settembre 1944 con la liberazione del paese dalle truppe nazifasciste, di alimentazione, allo scopo di assicurare le forniture alimentari minime per gli abitanti durante le ultime fasi della seconda guerra mondiale.
Da sottolineare che nella relazione prodotta dai Comitati il Comune è chiamato "Chiesina Valdinievole (Uzzanese-Prov. Pistoia) e non comune di Uzzano.
Con il XX secolo la zona si caratterizza per la coltivazione dei fiori, caratteristica che la rende famosa ancora oggi grazie al commercio florovivaistico con il vicino mercato dei fiori di Pescia. A partire dagli anni novanta del XX secolo la floricoltura è stata colpita da una pesante crisi che ha comportato la chiusura di numerose aziende. A partire dagli inizi del XXI secolo Chiesina Uzzanese ha quindi smesso di avere le caratteristiche proprie di un comune agricolo.

### Simboli
Lo stemma e il gonfalone sono stati concessi con decreto del presidente della Repubblica del 19 dicembre 1964.
Lo scaccato riprende lo stemma di Pistoia, l'ingranaggio simboleggia l'industria, la spiga e il fiore di garofano rappresentano le coltivazioni agricole e i numerosi vivai presenti sul territorio.
Il gonfalone è un drappo di azzurro.

## Monumenti e luoghi d'interesse
- Chiesa di Santa Maria della Neve fu realizzata nel 1848 come testimonia un'iscrizione presente sul lato occidentale dell'edificio. La chiesa attuale è stata edificata al posto di un edificio più antico e di dimensioni più ridotte che sorgeva perpendicolarmente all'attuale facciata. Unico avanzo dell'antico edificio la mostra d'altare seicentesca che oggi costituisce il portale d'ingresso.
- Xenodochio, 1300 circa, nella piazza principale del paese.
- Resti del mulino della frazione di Molin Nuovo.
- Oratorio del Santissimo Rosario, nella frazione Molin Nuovo.
- Chiesa di Santa Maria di Loreto (XVII secolo), nella frazione di Chiesanuova.
- Murale dell'artista Filippo Biagioli e dei giovani de "La Bottega"[7].

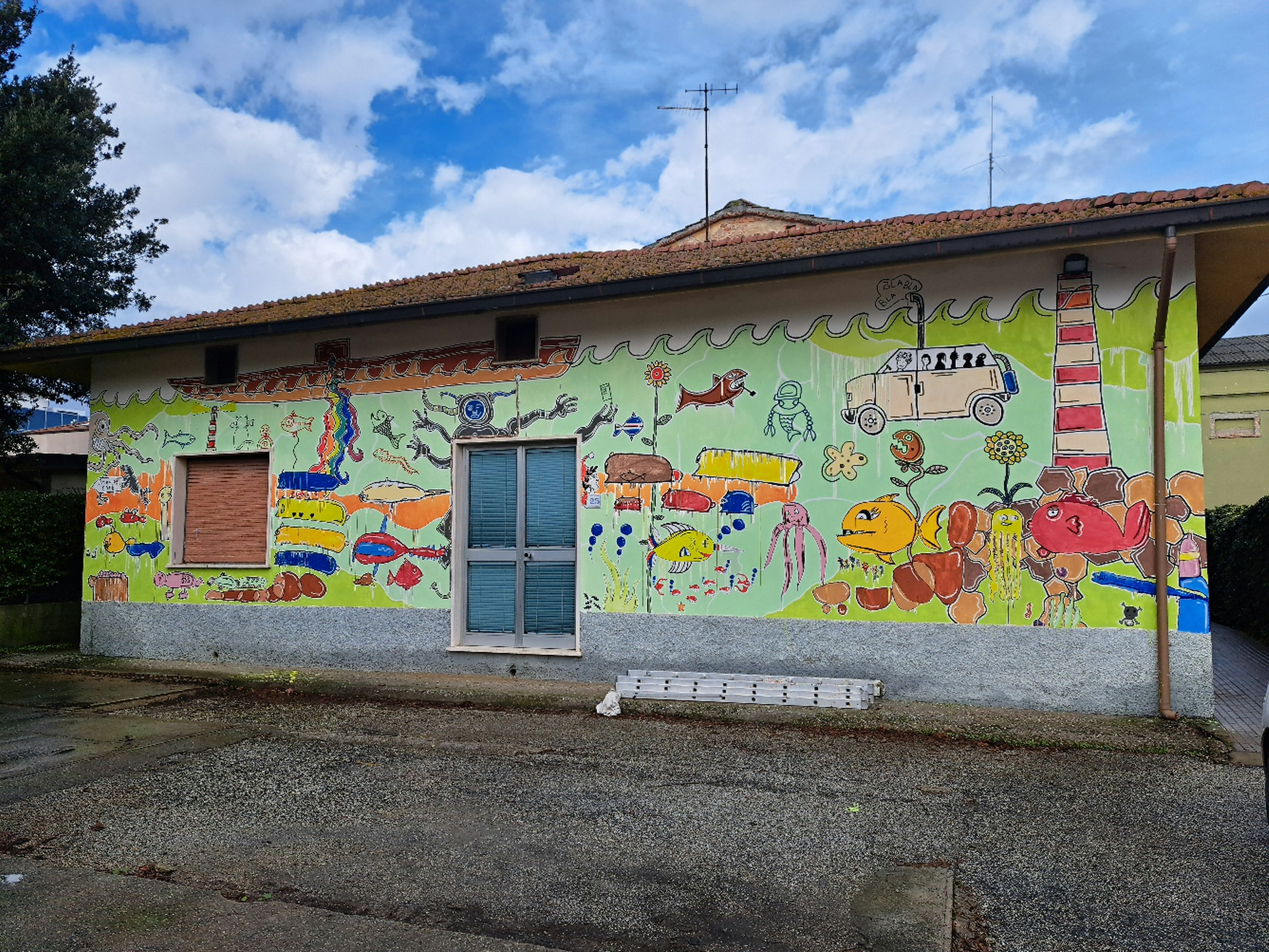
Murales di Filippo Biagioli e dei giovani de "La Bottega

## Cultura
Biennalmente, dal 1979, a Chiesina Uzzanese si tiene il premio Il Fiore, concorso nazionale di poesia, disegno e fotografia che lungo gli anni ha assegnato premi a vari artisti tra cui Fabrizio de André e Alda Merini (entrambi postumi). Il concorso è parte della ben più  grande Settimana Chiesinese, manifestazione culturale in onore del patrono cittadino.

## Società

### Evoluzione demografica
Abitanti censiti

### Etnie e minoranze straniere
Secondo i dati ISTAT al 31 dicembre 2015 la popolazione straniera residente era di 461 persone. Le nazionalità maggiormente rappresentate in base alla loro percentuale sul totale della popolazione residente erano:
- Albania 200 (4,4%)
- Romania 90 (2,0%)
- Marocco 47 (1,0%)

## Amministrazione
| Periodo        | Periodo        | Primo cittadino           | Partito                   | Carica      | Note   |
| -------------- | -------------- | ------------------------- | ------------------------- | ----------- | ------ |
| 1963           | 1964           | Ugo Guerrero              |                           | Comm. pref. |        |
| 1964           | 1970           | Gino Lorenzi (PSI)        | PSI, PCI                  | Sindaco     |        |
| 1970           | 1975           | Felice Vannini (PSI)      | PSI, PCI                  | Sindaco     |        |
| 1975           | 1978           | Spartaco Fabbri (PSI)     | PSI, PCI                  | Sindaco     |        |
| 1978           | 1980           | Marco Cortesi (PCI)       | PCI, PSI                  | Sindaco     |        |
| 1980           | 1985           | Marco Cortesi (PCI)       | PCI                       | Sindaco     |        |
| 31 maggio 1985 | 28 maggio 1990 | Marco Cortesi (PCI)       | PCI                       | Sindaco     | [ 10 ] |
| 28 maggio 1990 | 24 aprile 1995 | Marco Cortesi (PCI/PDS)   | PCI/PDS                   | Sindaco     | [ 10 ] |
| 24 aprile 1995 | 14 giugno 1999 | Osvaldo Arbi (PDS)        | Progressisti              | Sindaco     | [ 10 ] |
| 14 giugno 1999 | 14 giugno 2004 | Osvaldo Arbi (DS)         | DS, PPI, SDI              | Sindaco     | [ 10 ] |
| 14 giugno 2004 | 8 giugno 2009  | Giovanni Giannini (DS/PD) | DS, DL/PD, PRC, PdCI, SDI | Sindaco     | [ 10 ] |
| 8 giugno 2009  | 26 maggio 2014 | Marco Borgioli            | PDL, Lega Nord, UDC       | Sindaco     | [ 10 ] |
| 26 maggio 2014 | 27 maggio 2019 | Marco Borgioli            | centro-destra             | Sindaco     | [ 10 ] |
| 27 maggio 2019 | in carica      | Fabio Berti               | centro-destra             | Sindaco     |        |

### Gemellaggi
- Saint-Memmie[senza fonte]

## Sport
Gli sport principali che vengono praticati a Chiesina Uzzanese sono il calcio, il basket e la pallavolo.
La squadra storica di calcio è l'U.S. Chiesina Uzzanese che è nata nel 1963 e ha come colori sociali l'amaranto. Partecipa ai campionati FIGC in Seconda Categoria.
Per quanto riguarda il basket esiste la Chiesina Basket ASD "Wildcats" e l'under14 silver (abate,bulleri,baldasseroni,torelli,nucci,viti,magnatta,calvori,nini,cellini,) in Divisione Regionale 1, per il pallavolo c'è la P.G.S. I.M.A. Chiesina Volley, in Prima divisione (femminile).